# Пояс шахіда

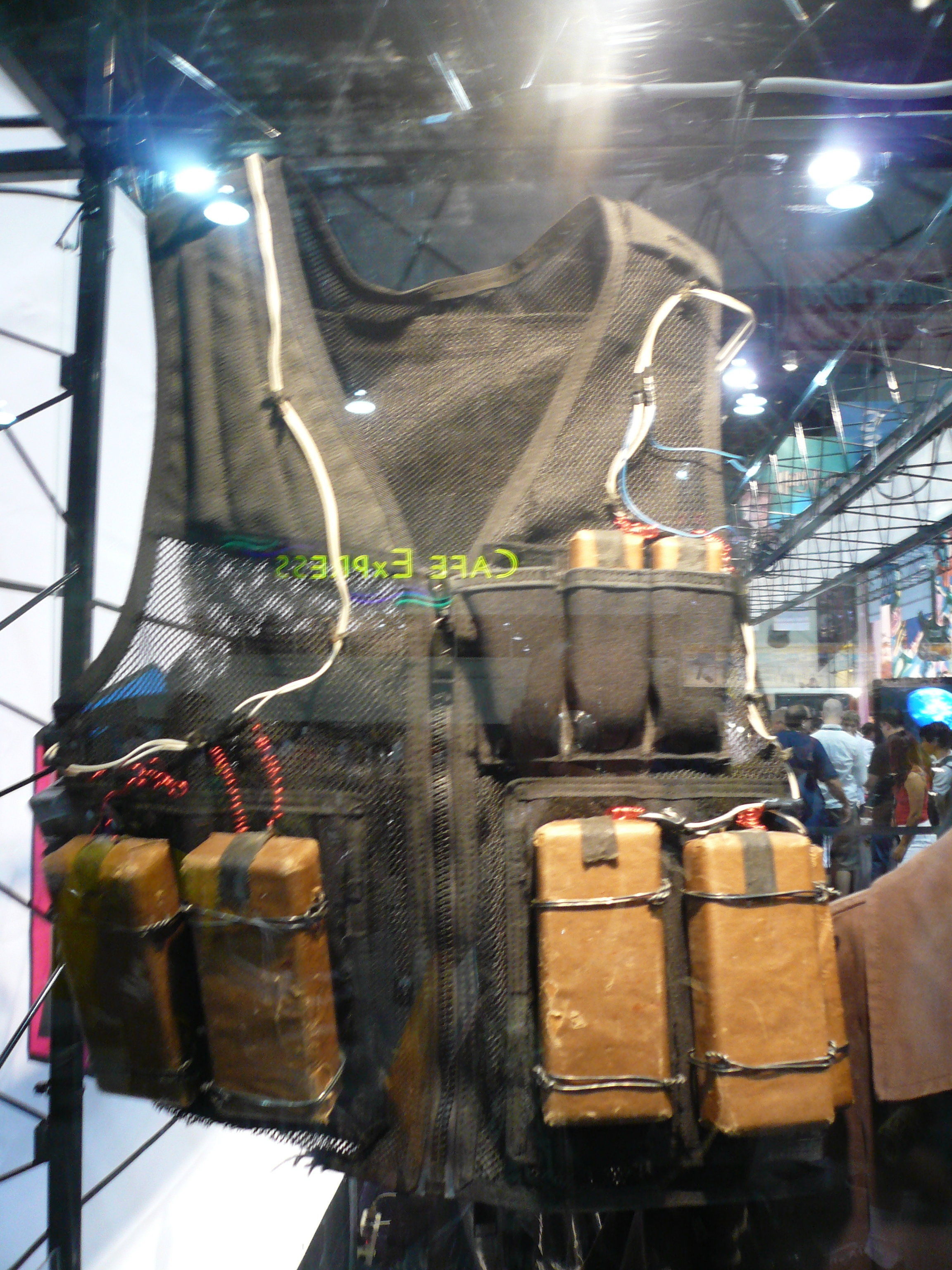
Жилет смертника

Пояс шахіда, або пояс смертника — саморобний вибуховий пристрій, що терорист-смертник одягає на тіло під одяг для вчинення вбивства (зазвичай масового) шляхом самопідриву.

## Історія
Вперше цю зброю застосували «Тигри звільнення Таміл-Іламу».
Ізраїльський генерал Рафаель Ейтан згадує, що один з перших «поясів шахідів» з вибухівкою був виявлений на одному з трьох палестинських терористів, знищених 11 квітня 1974 року в поселенні Кір'ят-Шмона. У радянських джерелах згадується випадок, що мав місце в червні 1982 року під час ліванської війни: в ході оборони табору палестинських біженців Айн Аль-Хальве в місті Сайда кілька захисників пішли в контратаку на ізраїльських солдатів, «обв'язавшись вибухопоясами, щоб вибухнути в гущі ворогів».
Однак, у цей час розповсюдження «пояси» не отримали — хоча пізніше подібна зброя стала популярною у терористів «Хамас», а також у інших ісламістських терористів.
У 2000-ті роки відзначені випадки використання поясів з зарядами вибухівки чеченськими терористами (під час теракту 23-26 жовтня 2002 року в Москві, теракту 1-3 вересня 2004 року в Беслані і в інших випадках)

## Опис
Зазвичай «пояс смертника» являє собою матерчатий широкий пояс, в який зашиті кілька циліндрів (часто це обрізки водопровідних труб), наповнених вибухівкою і вражаючими елементами (сталеві кульки від шарикопідшипників, шурупи, гайки, цвяхи, шматки товстого дроту) і з'єднаних дротами з перемикачем, який зазвичай знаходиться в кишені терориста або за пазухою. Більш удосконалений варіант виготовляється з пластифікованої вибухівки, і складається з «плиток» вибухівки, ушитих в матерчатий пояс. У плитки впресовується вражаючі елементи.
Іноді як вражальні елементи використовуються пластикові голки («флашет»), які не виявляються металошукачем. Якщо є вибухова речовина заводського виготовлення (тротил, мелінит або гексоген) в стандартних шашках, сформований з них заряд являє собою упаковку, в якій шашки перекладені вражаючими елементами. Іноді використовуються не пояс, а жилети з вшитими зарядами, що дозволяє збільшити їхню загальну потужність.